# 폐허 (잡지)
폐허(廢墟)는 일제강점기의 문예 동인지로, 소설, 시, 논설 등을 주로 싣고, 당시의 사회상, 생활정보에 대한 것도 싣던 종합잡지였다. 1920년 7월 25일에 창간되어 2호(1921년 1월 20일 간행)로 강제 폐간당할 때까지 계속되었다. 주로 자유주의, 낭만주의적인 작품과 남녀간의 자유 연애에 대한 작품을 실어서 일각에서는 퇴폐적이라고 비판받기도 했다. 1919년 3·1 운동의 실패와 파리강화회의 대표단 입장 거부 등으로 좌절한 조선 지식인 청년들의 민심을 반영하였다.

## 개요
대표적인 동인은 염상섭(廉想涉), 오상순(吳相淳), 이광수(李光洙), 변영로, 변영태, 남궁벽(南宮璧), 김억(金億), 김일엽(金一葉), 이익상, 황석우(黃錫禹), 민태원(閔泰瑗), 나혜석(羅蕙錫) 등이다. 
폐허지의 동인들은 대체로 자유주의적인 경향과 남녀간의 자유로운 연애 내지 낭만적 경향의 작품을 썼다. 3·1 운동 실패 후의 시대적 분위기 즉 비관·절망·퇴폐의 병적인 분위기를 반영한 것이 곧 《폐허》의 동인들이었다. 물론 이들 동인들은 그 자신들은 퇴폐적이라 자처하지 않았고, 또 뒤에 각기 자기의 작품세계를 개척했지만, 당시의 시대 현실과 문학 환경이 어두웠던 만큼 퇴폐적 내지 낭만적 경향이 주조(主潮)를 이루었던 것만은 사실이다. 또한 잡지의 자유주의적인 성향으로, 초기 여성잡지인 신여자지의 필진들이 대거 유입되어 활동하기도 했다. 2·8 독립 선언과 3·1 운동의 연이은 실패와 파리강화회의에 파견된 김규식 등 한국 대표단의 참석 좌절 등 당시 비관적 시대에는 세기말(世紀末)적인 데카당스 풍조와 러시아의 근대적 우수문학(憂愁文學)이 스며들어 《폐허》 동인들의 작품 경향에는 감상(感傷)·허무·우울·절망적인 색채가 농후하게 배어 있었다. 

## 자유주의, 낭만주의적 경향
김억은 본래 그 바탕이 서정시인이었는데 창작보다는 외국 근대시를 번역 소개하는 데 주력했다. 그는 《폐허》 창간호에 19세기 말 프랑스 상징파 시인 보들레르를 '스핑크스의 고뇌'라고 하여 극구 찬양해 마지 않았다. 그는 프랑스의 상징파 시인 보들레르, 베를렌, 그리고 러시아의 투르게네프의 산문시를 번역하여 소개하는 한편, 한국 최초의 번역시집 《오뇌(懊腦)의 무도(舞蹈)》를 1921년에 간행하였다. 이때 베를렌, 보들레르 등 상징적·퇴폐적인 작품들이 주는 데카당스의 풍조는 한국 문단에 큰 영향을 끼쳤다. 특히 당시 《폐허》 동인들은 상징주의 시의 시작법(詩作法)보다는 우울·절망·염세 등 그 부수적인 퇴폐 풍조에 더욱 민감하였다. 
김일엽은 여성 해방과 자유 연애에 대한 논설을 발표하였고, 폐허지 제2호에는 여성의 지위인식과 해방을 논하는 <먼저 현상을 타파하라>라는 논설을 발표하였다.
동인 황석우는 〈애인의 인도(引渡)〉, 〈석양은 꺼지다〉, 〈태양의 침몰〉 등 일련의 상징시를 발표했는데, 그는 최초의 시 동인지인 《장미촌》을 주재했고, 후일 시지(詩誌) 《조선시단(朝鮮詩壇)》을 주재했다. 또한 오상순은 〈아시아의 마지막 밤풍경〉, 〈허무혼(虛無魂)의 선언〉 등의 시를 발표했는데, 그의 초기작품은 대체로 허무적인 절망·고뇌에 번민하는 일면과 영원한 사랑을 동경하는 이상주의적인 경향이 엿보였다. 한편 프랑스의 데카당스 문학과 함께 러시아의 근대적 우수문학이 영향을 끼쳤는데 염상섭의 처녀작인 〈표본실(標本室)의 청개구리〉는 자연주의 경향의 작품이기는 하나 러시아적 침통함과 우울이 반영된 작품이다.

## 폐간
자유주의적이고 낭만주의적인 작품과 기타 서구 작품의 소개 등으로 반사회적인 분위기를 조장할 우려가 있다, 혹은 퇴폐적이라는 이유로 비판을 받았다. 조선총독부는 폐허지의 자유주의적이고 낭만주의적인 성향에 대해 퇴폐 풍조를 부추길 우려가 있다 하여 검열, 1921년 폐간 압력을 행사했고, 결국 그해 1월 20일 강제로 폐간당하고 만다.

## 기타
당시 작가들은 프랑스의 모파상, 러시아의 도스토옙스키, 투르게네프, 체호프 등의 영향이 컸으며, 그 중 염상섭은 그의 자연주의적 경향에도 불구하고 러시아 문학의 영향을 받은 작가들이 나타났다. 
이 중 염상섭의 초기소설 〈표본실의 청개구리〉 외에 〈암야(暗夜)〉(1921), 〈제야(除夜)〉(1921), 그 뒤의 〈만세전(萬歲前)〉 등에 나타난 침통·우울한 빛깔은 위의 러시아적인 것에서 영향을 받은 듯하다. 그리고 시인 남궁벽은 감상주의적 자연도피의 경향을 보이는 등 또 《폐허》 동인들은 점차 다양한 경향으로 제작기 작품세계를 개척해 나갔다. 

## 같이 보기
| - 자유주의 - 낭만주의 - 2·8 독립 선언 - 3·1 만세 운동 - 파리강화회의 - 오상순 - 이광수 - 이상화 - 김억 - 김규식 - 주요한 | - 주요섭 - 양주동 - 염상섭 - 이익상 - 김동인 - 강경애 - 김일엽 - 김명순 - 나혜석 - 남궁벽 - 민태원 | - 변영로 - 변영태 - 송진우 - 이상백 - 이육사 - 정칠성 - 황석우 |